# Små Äggörarna
Små Äggörarna är öar nära Knivskär i Nagu,  Finland. De ligger i Skärgårdshavet i Pargas stad i landskapet Egentliga Finland, i den sydvästra delen av landet. Öarna ligger omkring 2 kilometer nordost om Knivskär, 20 kilometer söder om Nagu kyrka, 50 kilometer söder om Åbo och omkring 160 kilometer väster om Helsingfors. Närmaste allmänna förbindelse är förbindelsebryggan vid Knivskär som trafikeras av M/S Nordep.
Arean för den av öarna koordinaterna pekar på är 0,7 hektar och dess största längd är 160 meter i öst-västlig riktning.

## Klimat
Klimatet i området är tempererat. Årsmedeltemperaturen i trakten är 6 °C. Den varmaste månaden är augusti, då medeltemperaturen är 16 °C, och den kallaste är januari, med −2 °C.